# Chromian żelaza(III)
Chromian żelaza(III), Fe
2(CrO
4)
3 – nieorganiczny związek chemiczny z grupy chromianów, sól kwasu chromowego i żelaza na III stopniu utlenienia. Znajduje zastosowanie jako żółty pigment. Można go otrzymać poprzez zmieszanie chlorku żelaza(III) z chromianem potasu lub sodu. Nie rozpuszcza się w wodzie.